# Nomades du Nord
Nomades du Nord est un roman de James Oliver Curwood de 1919, mettant en scène dans le Grand-Nord canadien les tribulations et l'amitié improbable mais indéfectible entre un chien-loup, Miki, et un ourson, Niouah.
En 1961, l'histoire est porté à l'écran par le réalisateur américain Winston Hibler avec un titre identique Nomades du Nord.